# Future Lovers
Future Lovers é o quinto single do álbum Confessions On A Dance Floor que foi feito em dezembro de 2006, quase todo em desenho para ser exibido na turnê Confessions Tour.
Foi um dos singles de maior sucesso na turnê mundial "Confessions Tour", foi a musica de abertura das turnês, com um grande espetáculo de luz, som e dança da cantora Madonna.